# La Roche-Rigault
 La Roche-Rigault  es una comuna y población de Francia, en la región de Poitou-Charentes, departamento de Vienne, en el distrito de Châtellerault y cantón de Loudun.
Está integrada en la Communauté de communes du Pays Loudunais .

## Demografía
| 758 | 676 | 581 | 578 | 557 | 506 |
| Para los censos de 1962 a 1999 la población legal corresponde a la población sin duplicidades (Fuente: INSEE [Consultar]) |     |     |     |     |     |